# Station Nezamyslice
Station Nezamyslice (Tsjechisch: Železniční stanice Nezamyslice, Duits vroeger: Nesamislitz) is een station in de Tsjechische gemeente Nezamyslice. Het station is onder beheer van de SŽDC en wordt bediend door treinen van de České Dráhy.

## Verbindingen
De volgende spoorlijnen lopen vanaf, naar of via station Prostějov hlavní nádraží:
- lijn 300: Brno hlavní nádraží – Přerov
- lijn 301: Nezamyslice – Olomouc hlavní nádraží
- lijn 302: Nezamyslice  – Morkovice (opgebroken)

Nezamyslice ↔ Doloplazy ↔ Pivín ↔ Čelčice ↔ Bedihošť ↔ Prostějov hlavní nádraží ↔ Vrahovice ↔ Kraličky ↔ Vrbátky ↔ Blatec ↔ Kožušany ↔ Nemilany ↔ Olomouc-Nové Sady ↔ Olomouc hlavní nádraží